# Cortometraje por la igualdad
Curtmetratges per la igualtat, oficialment en castellà "Cortometraje por la igualdad", és un projecte de materials audiovisuals relacionats amb la discriminació de la dona. És una selecció de curtmetratges de temàtiques relacionades amb la discriminació de la dona i la seva lluita per la igualtat efectiva i real. Aquest certamen es va engegar l'any 2006 i ara celebra el seu X aniversari. El DVD resultant d'aquesta selecció, es presenta cada any, durant el mes d'octubre, en IVAC-La Filmoteca.
Aquest projecte està dissenyat i recolzat per l'Associació per la Coeducació, per dotar al professorat, a les associacions de dones, als ajuntaments i a la societat en general, d'una eina útil a l'hora de les seves campanyes de sensibilització i conscienciació en temes relacionats amb la igualtat de les dones.
Els temes dels quals hi ha recollits curtmetratges, són la conciliació de la vida familiar i laboral; violència de gènere, llenguatge sexista, discriminació social i laboral; autonomia de les dones, solidaritat entre dones, entre altres temes.